# Баоне
Баоне (итал. Baone) је насеље у Италији у округу Падова, региону Венето.
Према процени из 2011. у насељу је живело 728 становника. Насеље се налази на надморској висини од 11 м.

## Становништво
Према резултатима пописа становништва 2011. у општини је живело 3.108 становника.
| 1931. | 1936. | 1951. | 1961. | 1971. | 1981. | 1991. | 2001. | 2011. |
| ----- | ----- | ----- | ----- | ----- | ----- | ----- | ----- | ----- |
| 4.172 | 4.343 | 4.304 | 3.388 | 2.801 | 2.932 | 3.104 | 3.138 | 3.108 |

## Партнерски градови
- Coudoux